# Korthalsia concolor
Korthalsia concolor är en enhjärtbladig växtart som beskrevs av Karl Ewald Maximilian Burret. Korthalsia concolor ingår i släktet Korthalsia och familjen Arecaceae. Inga underarter finns listade i Catalogue of Life.